# 智谱
北京智谱华章科技有限公司（又称为智谱、智谱科技、智谱AI）是中国一家开发用于人工智能的大型語言模型的高新技术企业。

## 历史
2002年，张鹏本科毕业于清华大学，后作为硕士研究生进入清华大学计算机系知识工程实验室（KEG实验室）深造，2019年，张鹏与团队决定将实验室科研成果推向市场，于当年6月11日正式注册成立北京智谱华章科技有限公司，出任CEO职务。智谱公司总部设在北京市海淀区中关村东路1号院9号，公司专攻认知智能大模型，自2020年开始投入研发GLM预训练架构，2022年8月由智谱联合清华大学打造的GLM-130B正式诞生并开源。
2023年8月31日，智谱推出的人工智能大语言模型“智谱清言（ChatGLM）”通过了中华人民共和国《生成式人工智能服务管理暂行办法》备案，备案号为“Beijing-ChatGLM-20230821”，同日，智谱清言正式上线，其具备通过对话实现智能服务的功能。
2024年，智谱发布GLM-4和GLM-4-Plus等大模型。截至2024年12月，该公司旗下的智谱清言App拥有超过两千五百万用户；旗下MaaS开放平台bigmodel.cn拥有70万企业和开发者用户；开源的ChatGLM等50余款模型，累计获超15万GitHub星标，全球下载超过3000万；智谱现已完成了至少12轮融资，投资方包括北京市人工智能产业投资基金、社保基金中关村自主创新基金（君联资本为基金管理人）、美团、蚂蚁、阿里、腾讯、小米、金山、顺为、红杉、高瓴等，公司估值超过200亿人民币。同时，优刻得、视觉中国、宇信科技等多家中国A股上市公司已有披露其与智谱的合作。
2025年1月，美国商务部工业和安全局表示智谱在内的多家企业通过开发和整合先进的人工智能研究，推动了中华人民共和国军事现代化，并宣布将智谱列入實體清單，该清单上的公司被美国视为涉及國家安全问题，而受到贸易限制。智谱表示强烈反对，并表示智谱掌握全链路大模型核心技术，被列入实体清单不会对公司业务产生实质影响，将继续参与全球人工智能竞争。

## 参阅
- 智谱清言